# Liste von Persönlichkeiten aus Neggio
Diese Liste enthält in Neggio geborene Persönlichkeiten und solche, die in Neggio ihren Wirkungskreis hatten, ohne dort geboren zu sein. Die Liste erhebt keinen Anspruch auf Vollständigkeit.

## Persönlichkeiten
(Sortierung nach Geburtsjahr)
- Künstlerfamilie Soldati.  Ursprünglich aus Neggio im Malcantone stammende Familie, die Techniker und Künstler hervorbrachte[1]
  - Giambattista Soldati (* um 1615 in Neggio; † nach 1680 ebenda), Maler, Freskant[2]
  - Sebastiano Soldati (* 1682 in Neggio; † 1748 ebenda), Maler schuf 1740 die Malereien der Kirche der heilige Jungfrau von Magliasina.[3][1]
  - Antonio Soldati (* 1752 in Bergamo; † 31. Dezember 1822 in Neggio), Stuckateur, Maler, schuf Werke für die Kirchen und Kapellen in Agno, Neggio, Alzano Lombardo und Privathäuser in Sombreno Fraktion der Gemeinde Paladina und Bergamo.[4][1]
  - Agostino Soldati (* 1. Dezember 1792 in Neggio; † 7. Juni 1831 ebenda), Sohn des Antonio, Maler in Bergamo, Borgomanero und Neggio[5][1]
  - Antonio Soldati (* 1828 in Neggio; † 1883 ebenda), Arzt seit über fünfzig Jahren, Mitglied des Tessiner Grossrates[6]
  - Agostino Soldati (1857–1938), Sohn des Antonio, Anwalt, Richter am Bundesgericht, Tessiner Grossrat, Ständerat, Gründer der Zeitung Corriere del Ticino; er förderte die Lugano-Ponte-Tresa-Bahn
  - Giuseppe Soldati (1864–1913), Baumeister, er gründete und leitete die Gesellschaft der Drogheria de la Estrella und gründete der Nuevo Banco Italiano; er war auch Gründer von Villa Lugano und Villa Soldati jetzt Vorstädte von Buenos Aires. Dann kehrte er zurück nah Neggio und war Mitgründer der Società delle Ferrovie Luganesi
  - Alberto Soldati (* gegen 1865 in Neggio; † 1921 in Tucuman), Mitglied der Regierung von Tucunam und Minister des öffentlichen Unterrichts[7]
  - Silvio Soldati (* um 1866 in Neggio; † um 1915 in Buenos Aires), Bruder des Giuseppe, Arzt und Wohltäter[8][9]
  - Pio Soldati (1871–1934), Leiter in Finanz-, Handels- und Industriegesellschaften in Buenos Aires und Mailand
  - Agostino Giorgio Soldati (1910–1966), Sohn des Pio, Doktorat der Rechte an der Universität Bern, Beobachter der Schweiz bei der UNO in New York, Botschafter der Schweiz in Frankreich

- Familie Banchini. [10]

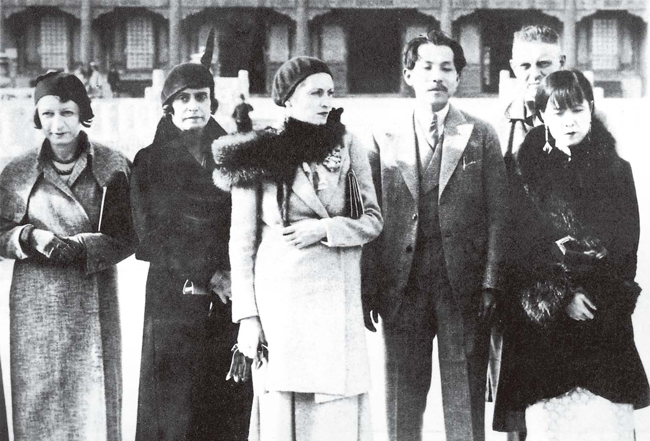
Edda Ciano in der Mitte des Bildes, rechts daneben Zhang Xueliang

  - Tommaso Banchini (* 20. Oktober 1815 in Neggio; † 6. April 1851 in Bologna), Dominikaner in Faenza, Holzschnitzer[11]
  - Francesco Banchini (* 1823 in Neggio; † 26. Juli 1893 ebenda), Politiker, Ingenieur, Kantonsingenieur, Tessiner Grossrat[12]
  - Simone Banchini (* 1824 in Neggio; 1846 ebenda), Maler
  - Adeodato Banchini (* um 1850 in Neggio; † um 1915 ebenda), Priester, förderte die Monte Brè Standseilbahn
  - Giovanni Banchini (* 28. April 1858 in Neggio; † 14. April 1930 ebenda), Ingenieur, Direktor der Trassenbahnen Rom-Tivoli und Milano-Gallarate[11]
  - Tommaso Banchini (* 20. Januar 1875 in Neggio; † nach 1931 ebenda), Ingenieur, Direktor der Trassenbahn Roma-Tivoli[11]
  - Emilia Banchini (* 25. August 1918 in Varese; † 5. Mai 2003 in Cadro), aus Neggio, Stecherin und Grafikerin schuf Porträts und Landschaften[13]

- Delfo Egidio Galli (* 31. August 1895 in Neggio; † 15. Oktober 1981 in Boudry), Maler, Zeichner und Zeichenlehrer schuf Landschaften, Porträts und Stillleben[14]
- Edda Ciano (1910–1995), Tochter von Benito Mussolini, Flüchtling in Neggio
- Hermanus van der Meijden (* 30. März 1915 in Utrecht; † 1. November 1990 in Neggio), Maler, Xylograph, Freskant schuf Relief, Holzschnitt und Wandmalerei[15][16]
- Ernesto Weber (* 7. August 1925 in Winterthur; † 8. Juni 2008 in Locarno), Typograf, Maler und Zeichner[17]